# Cyprus op het Eurovisiesongfestival 1991
Cyprus nam deel aan het Eurovisiesongfestival 1991 in Rome, Italië. Het was de 10de deelname van het land op het Eurovisiesongfestival. De CyBC was verantwoordelijk voor de Cypriotische bijdrage voor de editie van 1991.

## Selectieprocedure
Net zoals het voorbije jaar koos men ervoor om via een nationale finale de kandidaat en het lied aan te duiden voor het festival. In totaal deden 88 liedjes mee aan de nationale finale.
De winnaar werd gekozen door een 24-koppige jury
| Volgorde | Artiest                         | Lied                   | Punten | Plaats |
| -------- | ------------------------------- | ---------------------- | ------ | ------ |
| 1        | Yiannis Demetriou               | Mila mou               | 103    | 6de    |
| 2        | Antonis Savalis                 | E ke ti egine?         | 124    | 4de    |
| 3        | Andri Kyriazi                   | Mitera gi              | 116    | 5de    |
| 4        | Evridiki                        | O epomenos eonas       | 153    | 2de    |
| 5        | Elena Patroclou                 | SOS                    | 196    | 1ste   |
| 6        | Savvas Savva & Yianna Panayidou | Psachno gia elpida     | 82     | 7de    |
| 7        | Kostas Violaris                 | En i mana mou pou ftei | 32     | 8ste   |
| 8        | Panikous Charalambous           | Eleftheria             | 150    | 3de    |

## In Rome
In Italië trad Cyprus als 21ste van 22 landen aan, na het Verenigd Koninkrijk en voor Italië. Het land behaalde een 9de plaats met 60 punten. 
Men heeft ook 3 keer het maximum van de punten ontvangen.
België had geen punten over voor deze inzending,  Nederland nam niet deel in 1991.

### Gekregen punten

#### Finale
| 12 punten                         | 10 punten   | 8 punten             | 7 punten      | 6 punten    |
| --------------------------------- | ----------- | -------------------- | ------------- | ----------- |
| - Frankrijk - Griekenland - Malta |             |                      |               | - Israël    |
| 5 punten                          | 4 punten    | 3 punten             | 2 punten      | 1 punt      |
| - Ierland                         | - Luxemburg | - IJsland - Portugal | - Joegoslavië | - Duitsland |

### Punten gegeven door Cyprus

#### Finale
Punten gegeven in de finale:
| 12 punten | Spanje              |
| 10 punten | Griekenland         |
| 8 punten  | Zwitserland         |
| 7 punten  | Frankrijk           |
| 6 punten  | Zweden              |
| 5 punten  | Israël              |
| 4 punten  | Portugal            |
| 3 punten  | Duitsland           |
| 2 punten  | Luxemburg           |
| 1 punt    | Verenigd Koninkrijk |

1981 · 1982 · 1983 · 1984 · 1985 · 1986 · 1987 · 1988 · 1989 · 1990 · 1991 · 1992 · 1993 · 1994 · 1995 · 1996 · 1997 · 1998 · 1999 · 2000 · 2001 · 2002 · 2003 · 2004 · 2005 · 2006 · 2007 · 2008 · 2009 · 2010 · 2011 · 2012 · 2013 · 2014 · 2015 · 2016 · 2017 · 2018 · 2019 · 2020 · 2021 · 2022 · 2023 · 2024 · 2025